# Temporäre Seitenstreifenfreigabe
Die temporäre Seitenstreifenfreigabe (TSF) ist ein Bestandteil der Verkehrstechnik auf einigen Bundesautobahnen. Sie dient zur Verbesserung des Level of Service und der Erhöhung der Fahrstreifenkapazität. Sie ermöglicht, den eigentlichen Seitenstreifen als weiteren Fahrstreifen freizugeben.

## Technik
Der temporäre Standstreifen kann über entsprechende Lichtzeichen oder über Verkehrszeichen bei Bedarf, in der Regel bei hohem Verkehrsaufkommen, für den Verkehr freigegeben werden. Durch diese Maßnahme soll erreicht werden, dass sich der Verkehrsfluss eines überlasteten Streckenabschnittes verbessert. Dabei überwachen Kamerasysteme den Verkehrsfluss und die Verkehrslage. Solche Einrichtungen gibt es beispielsweise auf der A 99 in Deutschland oder auf Abschnitten der A1 am Genfersee in der Schweiz. In der Schweiz sind Stand Ende 2020 unter der Bezeichnung Pannenstreifenumnutzung (PUN) mehrere Projekte in der Realisierungs- und Planungsphase.
In Deutschland erfolgt die Freigabe des Seitenstreifens nur, wenn alle Voraussetzungen erfüllt sind:
1. wenn die Autobahn überdurchschnittlich stark belastet ist und Stau oder Staugefahr besteht
2. der Standstreifen vor und während der Freigabe auf Hindernisse kontrolliert und überwacht wird (Videoüberwachung),
3. die zulässige Höchstgeschwindigkeit muss für alle Fahrstreifen auf 120 km/h beschränkt sein, gegebenenfalls kann ein Überholverbot für Lkw angezeigt werden.

Die TSF wird über ein lichtemittierendes Wechselverkehrszeichen oder über einen Prismenwender aktiviert.

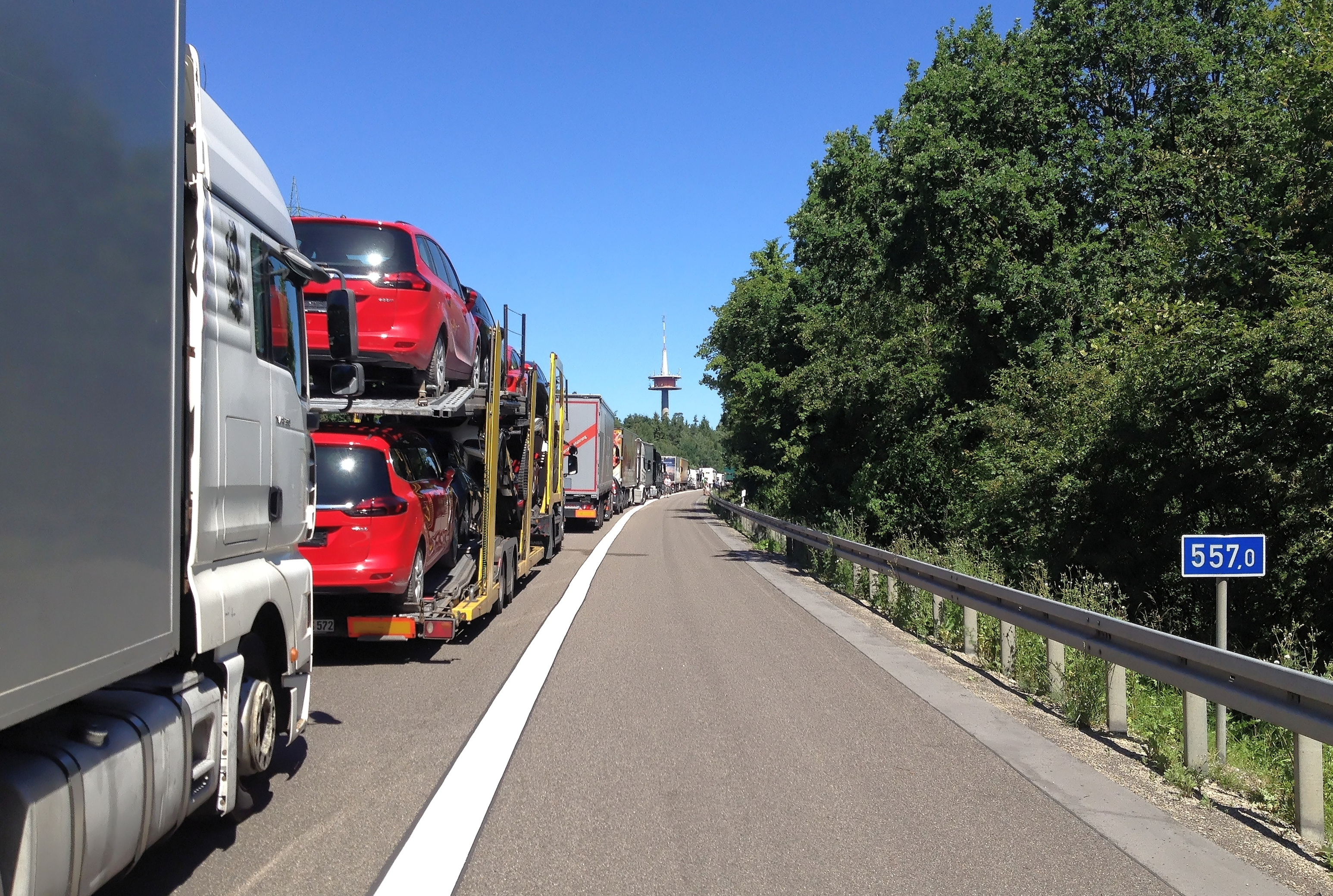
Standstreifen auf der A 7 nahe Fulda während eines Verkehrsstaus
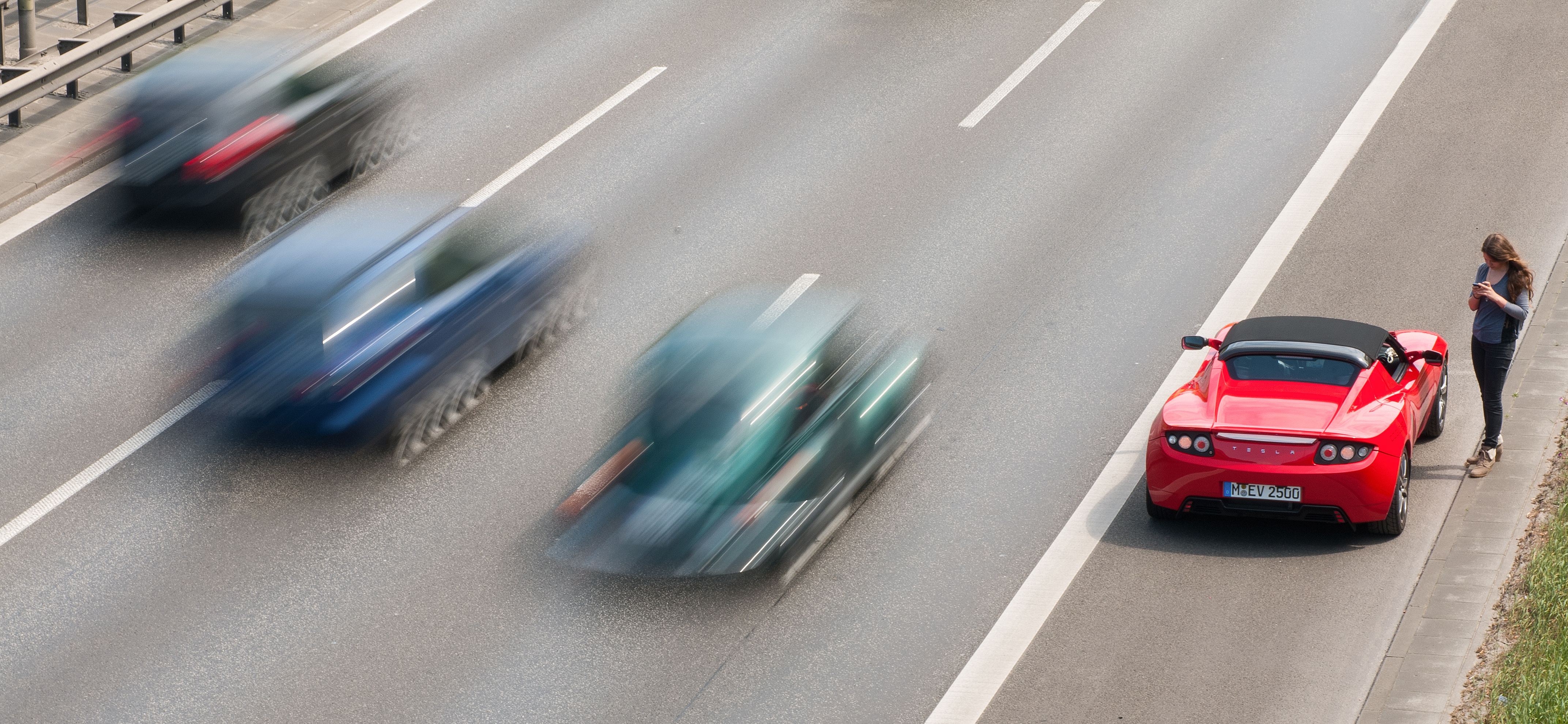
Der Standstreifen auf Autobahnen ist nicht sicher
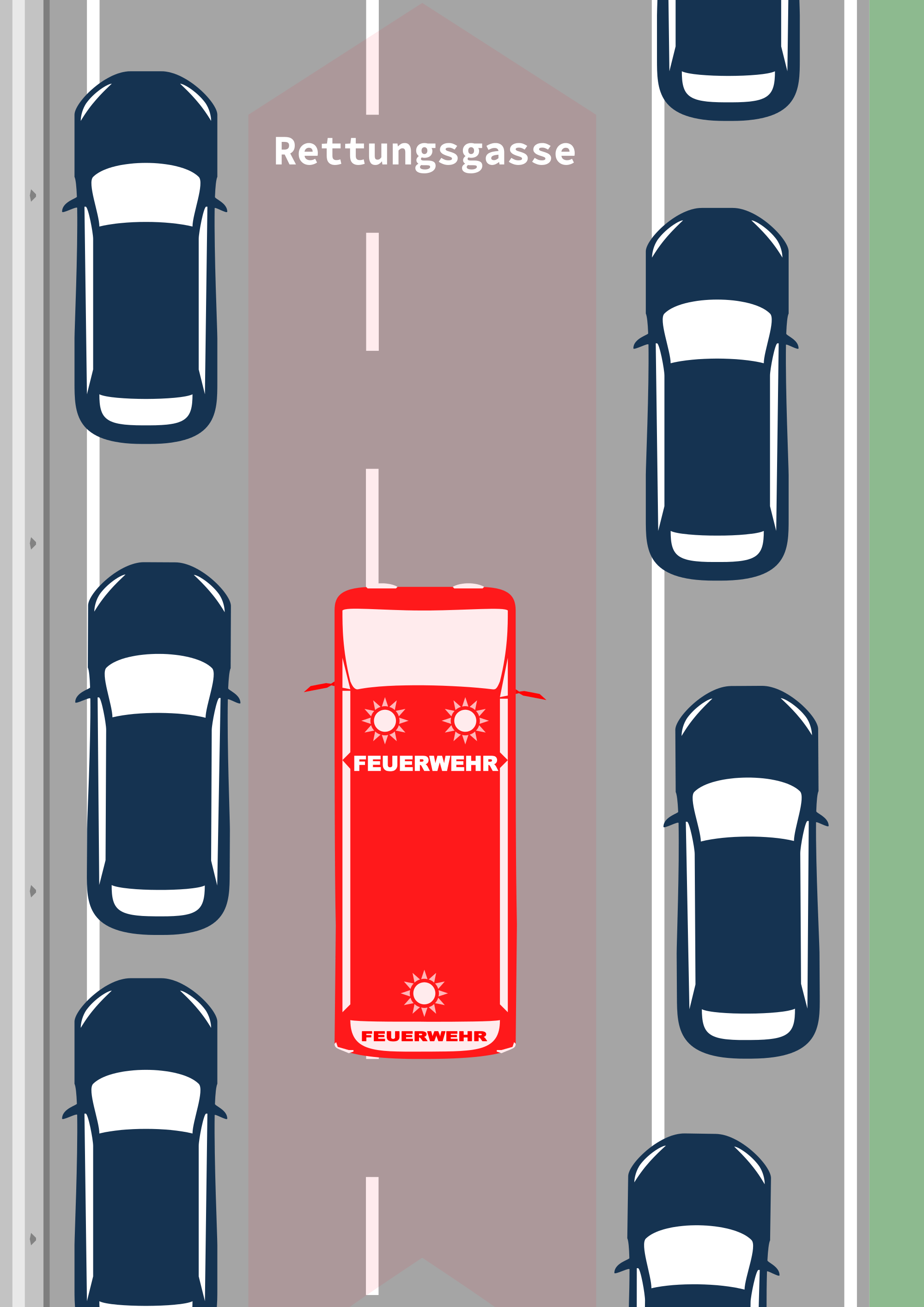
Bildung einer Rettungsgasse bei zwei Fahrstreifen unter Verwendung des Standstreifens in Österreich
Zeichen 223.1 ordnet die Benutzung des Seitenstreifens wie einen rechten Fahrstreifen an. Die TSF ist meistens in Verbindung einer Verkehrsbeeinflussungsanlage zu finden.

## Beispiele

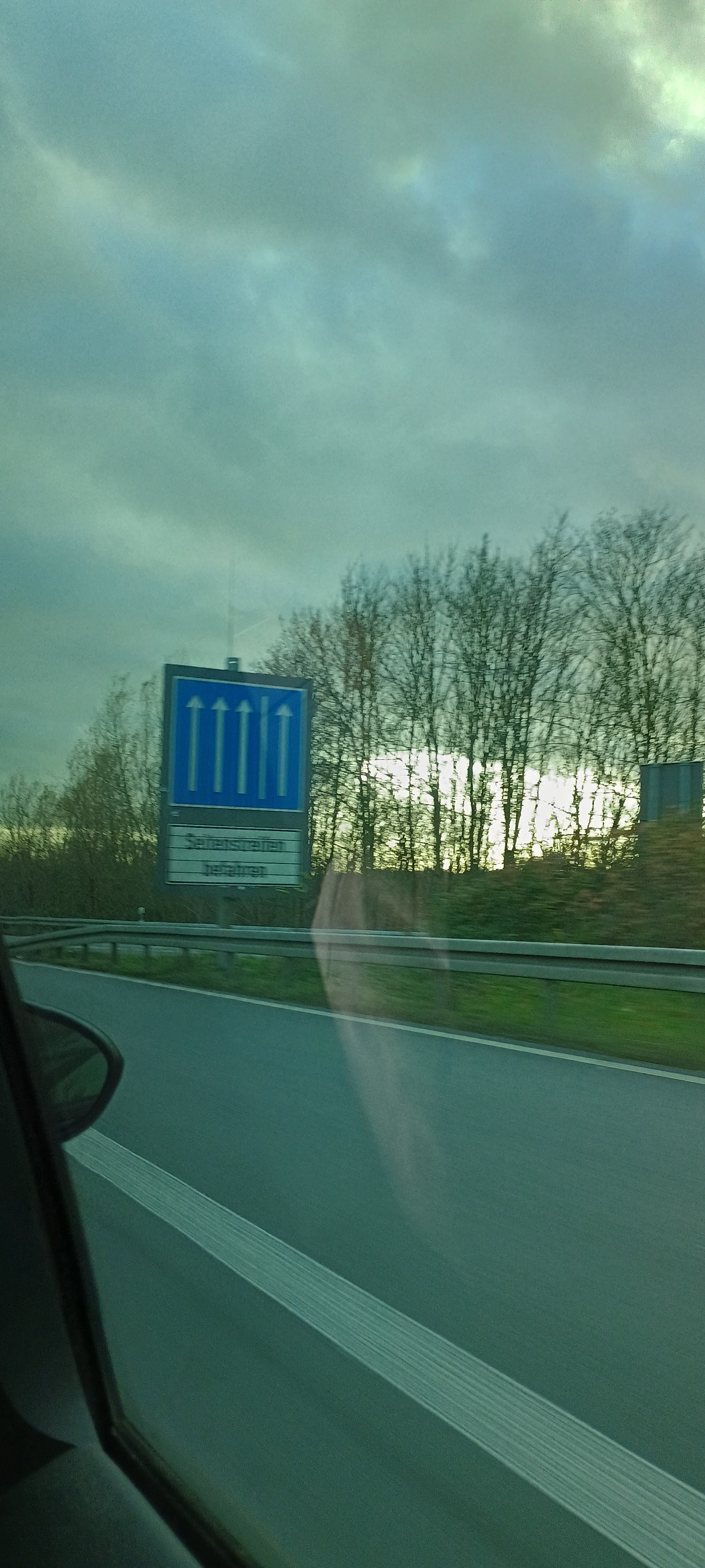
TSF auf der A3 in Höhe des Autobahnkreuzes Ratingen-Ost
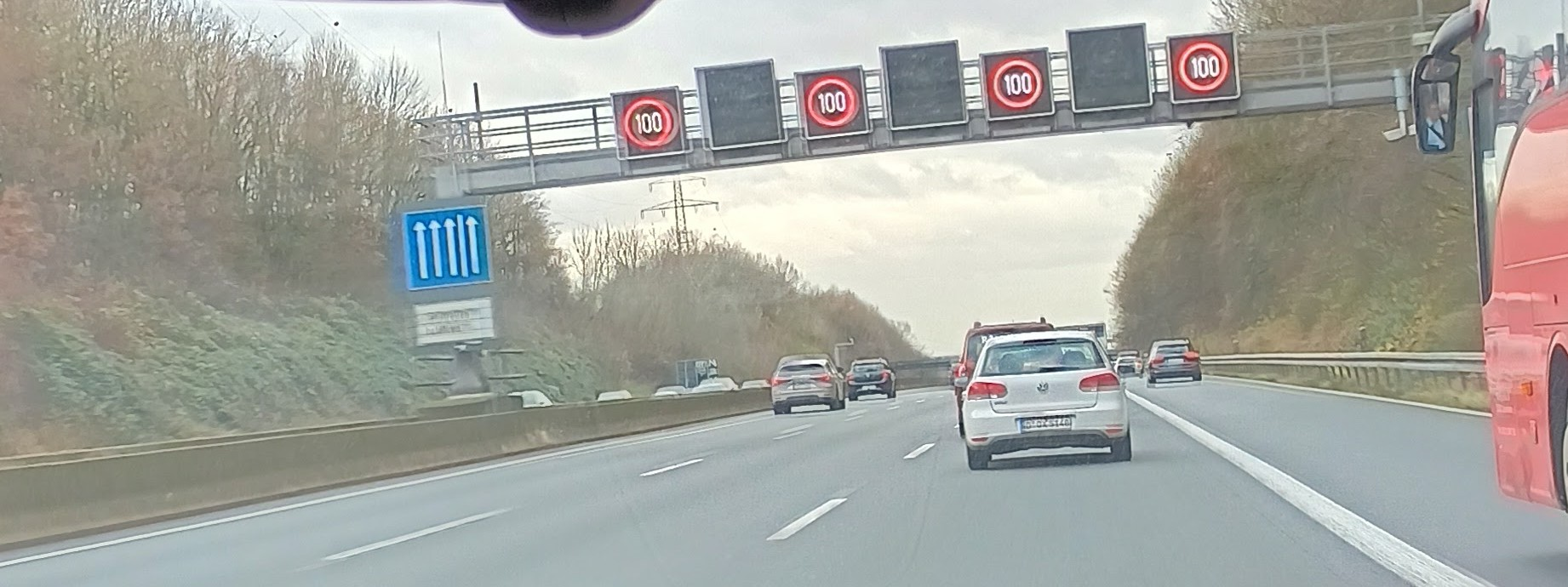
TSF am AK Hilden (BAB 3)